# Осот хрещатий
Осот хрещатий, осот польський як Cirsium polonicum (Cirsium decussatum) — вид рослин з родини айстрових (Asteraceae), поширений у південно-східній Європі.

## Опис
Дворічна рослина 50–200 см заввишки. Стебло кучеряво-волосисте, вгорі гіллясте, до верхівки облиственне. Листки перисто-роздільні, з лінійно-ланцетними, часто роздвоєними частками, що закінчуються міцними жовтими шипами.Кошики великі, 6–8 см шириною, обгортка густо шерстистого-волосиста (з загнутими листочками). Квітки пурпурові.

## Поширення
Поширений у південно-східній Європі.
В Україні вид зростає на степових і кам'янистих схилах, у чагарниках; рудеральна рослина — на більшій частині території, крім Карпат і Криму.